# 馬化龍 (明朝)
馬化龍（1553年—？），字雲從，河南南陽府鄧州新野縣民籍，陝西西安府涇陽縣人，明朝政治人物。

## 生平
隆慶四年（1570年）庚午科河南鄉試第五名，萬曆五年（1577年）丁丑科會試第五十五名，登三甲第五十六名進士。任山西潞安府長治縣知縣，清廉仁恕。升浙江嘉兴府同知，万历十七年任南直隸常州府知府，次年丁忧归。起補淮安府知府，二十三年（1595年）十一月官山东天津道副使。

## 家族
曾祖馬恭；祖父馬玘；父馬文經。母劉氏。具慶下。
长子马之騏，万历丁未进士；次子馬之駿，万历庚戌进士。